# Fear of the Dark
Fear of the Dark è il nono album in studio del gruppo musicale britannico Iron Maiden, pubblicato l'11 maggio 1992 dalla EMI.

## Descrizione
Anticipato ad aprile dal singolo Be Quick or Be Dead, si tratta dell'ultimo album inciso dal gruppo insieme a Bruce Dickinson prima del suo abbandono lo stesso anno (farà ritorno nella band nel 1999).
Per la prima volta dall'inizio della saga di Eddie, la copertina non è stata realizzata da Derek Riggs: in un'intervista ad MTV, Bruce Dickinson ha dichiarato che per questa cover furono chiamati tre differenti artisti ed alla fine fu scelto il progetto migliore, quello di Melvyn Grant che collaborerà con la band anche per le copertine dei due successivi album. Questa volta Eddie viene rappresentato in simbiosi con un albero mentre allunga le sue braccia simili a rami in una notte di luna piena.

## I brani
- Be Quick or Be Dead condanna i numerosi scandali politici legati al mercato azionario verificatisi in quel periodo. La copertina del singolo ritrae Robert Maxwell alle prese con Eddie.
- From Here to Eternity chiude la saga di Charlotte the Harlot: questa volta Charlotte va matta per la sua motocicletta ma in una curva cade ed il diavolo le offre un passaggio 'da qui all'eternità'.
- Afraid to Shoot Strangers descrive la paura di partire per la guerra contro il terrorismo (all'epoca la Guerra del Golfo) mitigata dalla convinzione di farlo per una giusta causa.
- Fear is the Key descrive la paura riguardo alle relazioni sessuali dovuta all'AIDS. La canzone è stata scritta poco dopo la morte di Freddie Mercury.
- Childhood's End ci insegna che guerre, tirannie, fame e carestie sono ovunque nel mondo mentre noi viviamo all'oscuro, ma le persone che vivono in queste situazioni non possono godere della gioia dell'infanzia.
- Wasting Love l'unica canzone d'amore in tutta la discografia degli Iron Maiden. Lenta, ma allo stesso tempo potente, ha suscitato alternativamente lodi e critiche
- The Fugitive è ispirata all'omonima serie televisiva dove un uomo ingiustamente condannato per un omicidio che non ha commesso deve fuggire e allo stesso tempo dimostrare la sua innocenza smascherando i veri colpevoli.[7]
- Chains of Misery: dopo aver provato l'amore sei ripagato con il senso di colpa ed il dolore da chi tira le catene della tua miseria.
- The Apparition racconta del fantasma di un amico che viene a dirti di vivere con passione e di impegnarsi diffidando della gente che ti inganna e ti delude mentre lui sta per scoprire cosa c'è nell'aldilà.
- Judas Be My Guide spiega che viviamo in un mondo di oscurità dove non ci sono certezze ma solo violenza e non c'è nessuna guida all'infuori di Giuda.
- Weekend Warrior parla del movimento degli hooligan.
- Fear of the Dark descrive le fobie e i mille sospetti di un uomo che vaga per le strade ma che ha paura del buio.

## Tracce
1. Be Quick or Be Dead – 3:25 (Bruce Dickinson, Janick Gers)
2. From Here to Eternity – 3:38 (Steve Harris)
3. Afraid to Shoot Strangers – 6:56 (Steve Harris)
4. Fear Is the Key – 5:36 (Bruce Dickinson, Janick Gers)
5. Childhood's End – 4:40 (Steve Harris)
6. Wasting Love – 5:51 (Bruce Dickinson, Janick Gers)
7. The Fugitive – 4:54 (Steve Harris)
8. Chains of Misery – 3:38 (Dave Murray, Bruce Dickinson)
9. The Apparition – 3:54 (Steve Harris, Janick Gers)
10. Judas Be My Guide – 3:09 (Bruce Dickinson, Dave Murray)
11. Weekend Warrior – 5:40 (Steve Harris, Janick Gers)
12. Fear of the Dark – 7:15 (Steve Harris)

## Formazione
Gruppo
- Bruce Dickinson – voce
- Dave Murray – chitarra
- Janick Gers – chitarra
- Steve Harris – basso, cori
- Nicko McBrain – batteria

Altri musicisti
- Michael Kenney – tastiera

## Classifiche
| Classifica (1992-2021) | Posizione massima |
| ---------------------- | ----------------- |
| Australia              | 11                |
| Austria                | 8                 |
| Canada                 | 12                |
| Croazia                | 3                 |
| Finlandia              | 4                 |
| Francia                | 6                 |
| Germania               | 5                 |
| Italia                 | 7                 |
| Norvegia               | 6                 |
| Nuova Zelanda          | 4                 |
| Paesi Bassi            | 36                |
| Regno Unito            | 1                 |
| Spagna                 | 26                |
| Stati Uniti            | 12                |
| Svezia                 | 8                 |
| Svizzera               | 5                 |